# Blázy Lajos
Blázy Lajos (Blásy Lajos) (Aszód, 1809. május 16. – Kiskőrös, 1871. április 23.) evangélikus lelkész.

## Élete
Aszódon kezdett tanulni. Középiskoláit Selmecen és Pozsonyban járta, majd előbb a bécsi protestánst teológiai intézetben, 1831. május 31-től pedig a jénai egyetemen volt teológia hallgató. Miután hazájába visszatért ceglédi evangélikus papnak szenteltetett fel Tiszolcon 1834-ben; 1835-ben Apostagra, 1837-ben Kiskőrösre hivatott meg lelkésznek. A pest megyei egyházmegyében számos hivatalt viselt, 1861-től alesperesként is működött.

## Művei
- Egyházi törvény. Pest, 1844. (Blásy névvel.)
- Protestáns uj zsinati törvények. Uo. 1860.
- Evangyéliumi Káté. Uo. 1860. (3. kiadása. Uo. 1870. németre is lefordították és ebből tótra Zselló Lajos és Szalay Imre ford. Uo. 1864.)

Fordítgatott beszélyt az Athenaeumba (1840.) és irt a Vasárnapi Ujságba is (1860.); gazdasági cikkeit közölte a Kerti Gazda (1860.) és Falusi Gazda (1862.)